# Pardosa vindex
Pardosa vindex là một loài nhện trong họ Lycosidae.
Loài này thuộc chi Pardosa. Pardosa vindex được Octavius Pickard-Cambridge miêu tả năm 1885.